# Bruja (novela)
Bruja es una novela de terror para adolescentes escrita por el autor de fantasía y ciencia ficción Mel Odom y basada en la serie de televisión estadounidense Ángel.

## Argumento
La ciudad de Los Ángeles (California) está en shock después de que una mujer ataque a un sacerdote. El suceso se produce después de que la mujer hubiera confesado al sacerdote el asesinado de su propio hijo. Mientras tanto, Ángel y su equipo reciben informes sobre una mujer que lucha contra adolescentes en diferentes lugares de la ciudad. La mujer aparece en todas partes como una bruja. Puede ser una personificación del mito de "La Llorona" conocida en la cultura latinoamericana.
El sacerdote se queda en coma, pero Ángel está ocupado con otros asuntos: Doyle tiene una visión de una madre joven y su hijo en peligro en los muelles. Mientras tanto, Cordelia está buscando a la desaparecida mujer de un importante productor. Ángel tiene que encontrar la conexión entre la mujer desaparecida y los acontecimientos recientes.

## Continuidad
En teoría, la novela ocurre al principio de la primera temporada de la serie Ángel, antes del noveno episodio: Héroe.

### Serie oficial
Los libros como éste relacionados con la serie Ángel suelen ser considerados como no oficiales por sus seguidores. Algunos ven estas historias como fruto de la imaginación de autores y artistas, mientras que otros fanes las consideran como parte de realidades alternativas de la propia ficción. Sin embargo, a diferencia del fanfiction, los resúmenes de esta historia escritos al principio fueron 'aprobados' tanto por Fox como por el guionista y productor Joss Whedon, y los libros fueron finalmente publicados como parte de la colección oficial de Buffy y Ángel.